# Fouad Siniora
Fouad Siniora (àrab: فؤاد السنيورة, Fuʾād as-Sinyūra) (Sidó, 1943) és un polític libanès, primer ministre del Líban entre 2005 i 2009.

## Biografia
Nascut en una família musulmana sunnita a Sidó el 14 d'abril de 1943, va ser amic del primer ministre assassinat Rafik Hariri durant més de 45 anys. Graduat en negocis per la Universitat Americana de Beirut, Siniora va ser ministre de finances durant la majoria del període de la postguerra al Líban. Després de treballar per a Citibank i de donar classes a la seva universitat als anys 70, Siniora va treballar per al comitè auditor del Banc Central abans de treballar per a Hariri el 1982 en els seus creixents negocis, on va desenvolupar diversos càrrecs. Siniora està casat amb Huda Bsat, amb la qual té tres fills. Les seves activitat preferides són l'escriptura i la literatura àrab.
Siniora té forts lligams en les finances internacionals. Favorable al negoci, el consideren un partidari del liberalisme econòmic. Va ser conseller proper de Rafik Hariri i segueix molt proper al seu fill Saad Hariri. Va exercir com a ministre d'Hisenda de 1992 a 1998 i de 2000 a 2004. Siniora era el principal valedor de la conferència de París II el novembre del 2002 que va permetre que el Líban aconseguís 2,6 mil milions de dòlars. Va ser acusat de corrupció i de la mala gestió després de l'expulsió d'Hariri el 1998, en la qual va ser vist com el principal conflicte entre Hariri i el president Emile Lahoud. Siniora va ser desposseït de tots els càrrecs el 2003 pel parlament. El 2002, va suprimir la majoria dels impostos del Líban i va introduir un impost sobre el valor afegit. Sota el seu mandat el deute públic del Líban va esclatar, encara que la seva responsabilitat en això és disputada.

### Primer ministre
Després de la victòria de l'oposició antisiriana en les eleccions parlamentàries celebrades el maig i juny de 2005, el president Émile Lahoud va demanar a Fouad Siniora, el 30 de juny, la formació d'un govern. Ell va dimitir de la presidència del Group Méditerranée (un holding bancari controlat per la família d'Hariri). Després de negociacions laborioses amb el president i les diverses forces polítiques, Siniora va formar un govern el 19 de juliol de 2005. És el primer govern format després de la retirada de Síria del Líban i el primer govern que inclou membres de Hezbol·là. Pel que fa a Hezbol·là, Siniora ha dit que "el govern considera la resistència una expressió natural i honesta dels drets nacionals del poble libanès d'alliberar la seva terra i de defensar el seu honor contra l'agressió i amenaces israelianes". A excepció del Moviment Patriòtic Lliure del general Michel Aoun, tots els corrents polítics estan representats.
L'abril de 2006, Siniora i alts funcionaris van realitzar una visita a Washington D.C. per a reunir-se amb el president George W. Bush i membres del Consell de l'administració de Bush. Les seves declaracions públiques han estat relativament silenciades respecte a la implicació de Síria en l'assassinat del primer ministre libanès Rafik Hariri el 2005. Siniora no recolza l'organització de Hezbollah o els seus atacs. Discrepa sobre alguns assumptes amb Israel com l'ocupació de l'àrea de les granges de Xebaa i omet donar informació respecte als camps de mines al Líban. El seu govern ha estat en l'avantguarda de l'última iniciativa de pau. Arran dels atacs d'Israel al Líban de juliol de 2006, ha tingut converses amb l'ONU i diversos paises de la Unió Europea i Estats Units, per trobar formes diplomàtiques d'assolir la pau.
El novembre de 2006, després de la renúncia dels ministres xiïtes recolzats per Hezbol·là i Amal, el Govern va patir una profunda crisi.

### President del Líban
Amb el final del mandat presidencial d'Émile Lahoud el 2007, Fuad Siniora va execir com a primer ministre i president en funcions de la República. La crisi es va prolongar durant gairebé dos anys, fins que els líders de la majoria i l'oposició van signar l'Acord de Doha que donava poder de veto a la minoria, permetent l'elecció del president Michel Suleiman, i a continuació el govern de Siniora va dimitir el 25 de maig de 2008.